# 赵兰田 (少将)
赵兰田（1918年—2004年）四川平昌人，中国人民解放军少将。

## 生平
毕业于南京军事学院。1973年，接替张百春，担任北京军区空军政治委员。1978年，由许乐夫接任，其改任沈阳军区空军政治委员。1955年，授中国人民解放军少将军衔。